# Nikolaus Lenau

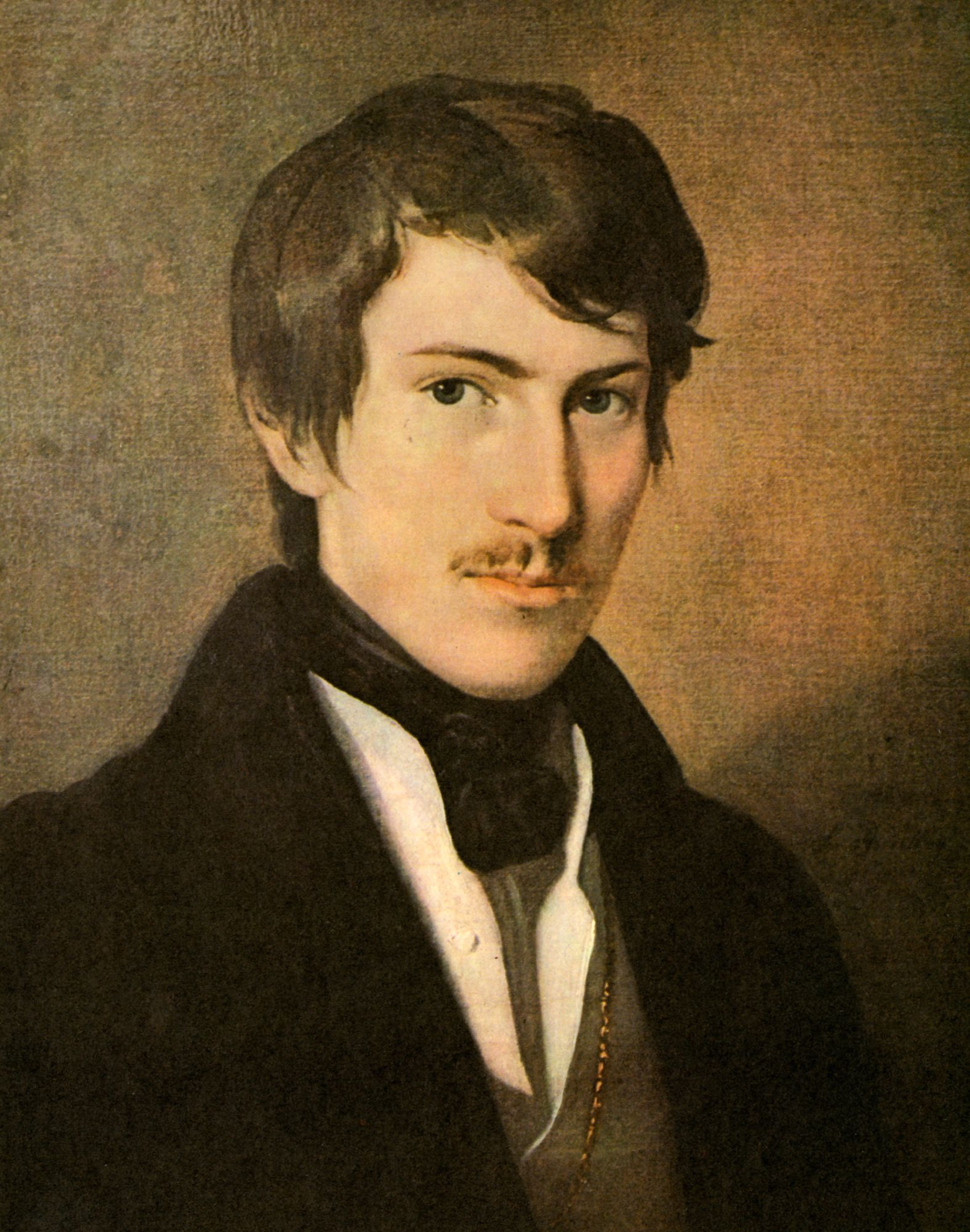
Nikolaus Lenau, Ölgemälde von Friedrich Amerling

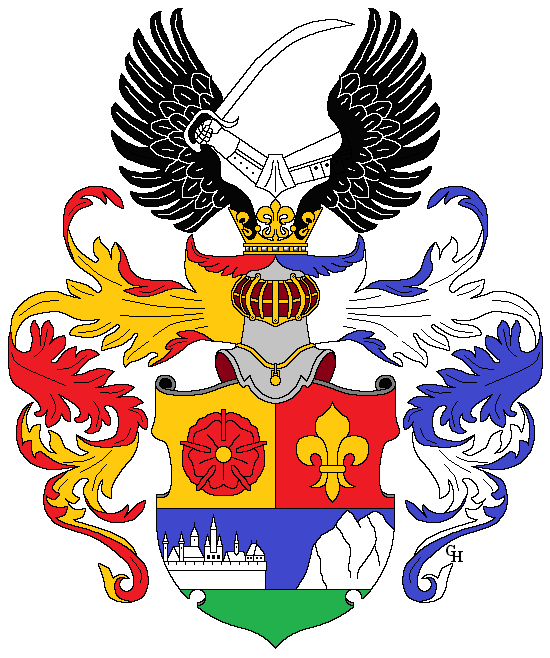
Das 1820 an Lenaus Großvater verliehene Wappen

Nikolaus Lenau, ausgesprochen [ˈleːnaʊ̯], amtlich bis 1820 Nikolaus Franz Niembsch und ab 1820 Nikolaus Franz Niembsch Edler von Strehlenau (* 13. August 1802 in Csatád, Königreich Ungarn; † 22. August 1850 in Oberdöbling, Kaisertum Österreich), war ein österreichischer spätromantischer Schriftsteller, vor allem Lyriker.
Lenau ist der wichtigste deutschsprachige Dichter des Weltschmerzes und Pessimismus, einer europaweit umgreifenden Stimmung in der Restaurationszeit, die in der Philosophie ihren Ausdruck in Arthur Schopenhauers Die Welt als Wille und Vorstellung finden sollte und in der deutschen Literatur in Friedrich Hebbel einen weiteren Vertreter unter den Schriftstellern fand. Als Skepsis und Verlust metaphysischer Welterklärungen wie Einsicht in die Unbehaustheit des modernen Subjekts handelt es sich hierbei nicht um ein Abbild der Schwermut, sondern um eine Anschauung, welche die Transformation in der Moderne als metaphysische Verzweiflung reflektiert. Dies schloss bei Lenau beispielsweise die Idealisierung Savonarolas mit ein, ein Schwanken zwischen Pantheismus und Christentum wie das Einsehen in die unaufhaltsame politische Entwicklung.
Der Spätromantiker gilt neben dem an der Klassik sich orientierenden Franz Grillparzer als der bedeutendste Dichter Österreichs im 19. Jahrhundert. Zu seinen hervorragenden Werken zählen die Schilflieder, einige Sonette und Lieder.

## Leben

### Frühe Jahre
Nikolaus Lenaus Vater, der habsburgische Beamte Franz Niembsch, war der Spielsucht verfallen. Als er in Pest im Jahre 1807 gestorben war, ließ er die Familie verarmt zurück. Die Kinder blieben unter der Obhut der Mutter, die sich 1811 wieder verheiratete. Durch den Einsatz ihres Erbes ermöglichte die Mutter dem Sohn Nikolaus, das Piaristengymnasium in Pest zu besuchen. Sein Großvater väterlicherseits, der 1820 als „Edler von Strehlenau“ geadelte Oberst Joseph Maria Niembsch (1752–1822), holte seine Enkelkinder schließlich aus Ungarn zu sich. Er finanzierte Nikolaus das Studium.

### Studium und erste Werke

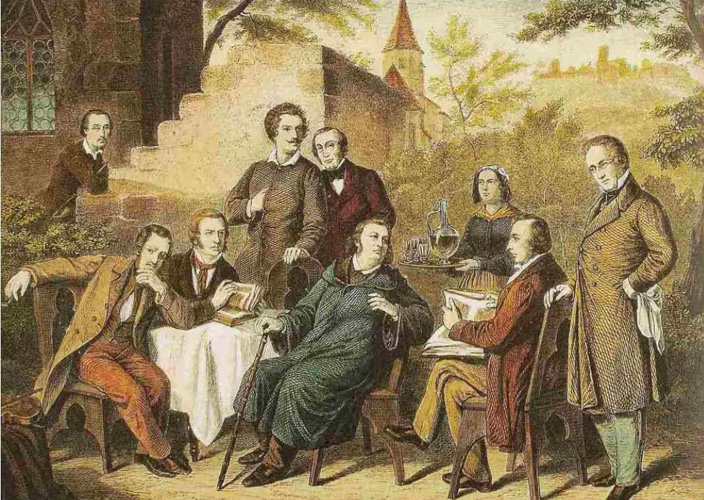
Von links: Theobald Kerner, Nikolaus Lenau, Gustav Schwab, Graf Alexander von Württemberg, Karl Mayer, Justinus Kerner, Friederike Kerner, Ludwig Uhland, Karl August Varnhagen von Ense (im Garten vom Kernerhaus in Weinsberg)

1822 ging Lenau an die Universität Wien und später nach Pressburg und studierte Philosophie, Landwirtschaft und Medizin. Er konnte sich für keinen Beruf entscheiden. Schon als Jugendlicher hatte er begonnen, Verse zu schreiben. Seine ersten Gedichte erschienen 1827 in der Zeitschrift Aurora des jungen Verlegers Johann Gabriel Seidl. Nach dem Tod seiner Mutter im Jahre 1829 versank er in Schwermut. Eine Erbschaft seiner Großmutter 1830 erlaubte es ihm, sich ganz der Poesie zu widmen.
Anfang November 1831 kam Lenau nach Heidelberg, um hier die medizinische Doktorprüfung abzulegen. Er wohnte im „König von Portugal“ (Hauptstraße 146). In Heidelberg lernte er Gustav Schwab kennen, der ihm die Veröffentlichung seiner Gedichte bei Cotta vermittelte. 1832 widmete Lenau ihm seinen ersten Gedichtband. Hilfreiche Kontakte fand Lenau auch zu Ludwig Uhland und Justinus Kerner, die der Schwäbischen Dichterschule sowie dem Seracher Dichterkreis angehörten. Für Lenau begann eine kreative Schaffensphase, die bis zum Jahr 1844 anhielt.
Lenau hatte schon ab 1820 in Wien Kontakt zu Burschenschaftern. Unmittelbar nach seiner Ankunft in Heidelberg muss er ihn wieder aufgenommen und weiter gepflegt haben. Eine verbotene Burschenschaft, die nach ihrem damaligen Kneiplokal, dem „Goldenen Fäßchen“ (Ingrimstraße 16), den Namen Fäßlianer trug, nahm ihn auf, wovon ein Brief vom 1. Dezember 1831 an Karl Mayer Zeugnis ablegt. Lenau war auch Mitbegründer der Burschenschaft Frankonia Heidelberg, die am 13. Dezember 1831 nach anfangs vergeblichen Mühen vom Senat die Zulassung erhielt.

### Amerikareise
Nach einer Fehlspekulation an der Börse, bei der er die Hälfte seines großen Erbes verlor, beschloss Lenau, sich in die USA einzuschiffen, Land zu kaufen und Pächter für sich arbeiten zu lassen. Er war wohl auch inspiriert durch überschwängliche Reisebeschreibungen Nordamerikas wie die von Gottfried Duden. Lenau schrieb im März 1832 in einem Brief an seinen Schwager Anton Schurz: „Nämlich ich will meine Phantasie in die Schule – in die nordamerikanischen Urwälder schicken; den Niagara will ich rauschen hören und Niagaralieder singen.“
Am 27. Juli 1832 brach Lenau auf dem Ostindienfahrer Baron von der Kapellen von Amsterdam aus auf. Aufgrund einer Kollision vor der holländischen Küste bei Texel verzögerte sich die Überfahrt. Er landete erst am 8. Oktober 1832 in Baltimore, wo er etwa zehn Tage blieb. Auf seinem Weg nach Pittsburgh machte er Station in Bedford (Pennsylvania). In Pittsburgh bekam er von deutschen Gastgebern, denen er seinen Plan vortrug, die Empfehlung zur Weiterreise in das rund 25 Kilometer nordwestlich gelegene Economy am Ohio River (heute Old Economy Village in Ambridge, Pennsylvania). In dieser von dem Deutschen Johann Georg Rapp gegründeten Siedlung fand Lenau deutschsprachige Ansprechpartner, die ihn beim Kauf von Land beraten konnten.
Lenau kaufte schließlich in Crawford County (Ohio) 400 Morgen Land, um das er sich allerdings in der Folge bis zu seinem Tod nur noch widerwillig kümmerte. Die Niagarafälle beeindruckten den Romantiker sehr (Gedichte Niagara, Die drei Indianer). Vermutlich im April/Mai 1833 schiffte er sich von New York City aus auf einem Segler ein und reiste zurück nach Europa.
In seinen Briefen aus Amerika übte Lenau heftige Kritik an dem Land und seinen Leuten. Er beklagte mit polemischem Spott den Mangel an Kultur und den Materialismus. Schon kurz nach seiner Ankunft in Baltimore schrieb er an seinen Schwager Schurz in Wien: „Bruder, diese Amerikaner sind himmelan stinkende Krämerseelen. Todt für alles geistige Leben, maustodt. […] Man darf diese Kerle nur im Wirthshause sehen, um sie für immer zu hassen. […] Da erschallt die Freßglocke, und hundert Amerikaner stürzen herein, keiner sieht den andern an, keiner spricht ein Wort, jeder stürzt auf eine Schüssel, frißt hastig hinein, springt dann auf, wirft den Stuhl hin, und eilt davon, Dollars zu verdienen.“ Im März 1833 schrieb er über die Amerikaner: „Ihre Rauheit ist aber nicht die Rauheit wilder, kräftiger Naturen, nein, es ist eine zahme, und darum doppelt widerlich.“ Er habe in Amerika noch keinen leidenschaftlichen Menschen gesehen. Auch die Natur sei hier „entsetzlich matt“. So gebe es „keine Nachtigall, überhaupt keine wahren Singvögel“. Zusammenfassend urteilte Lenau, Amerika sei „das wahre Land des Unterganges“. In einem weiteren Brief schrieb Lenau: „Ich war häufig in musikalischen Gesellschaften, wo junge Damen sich singend (?) hören ließen. Ihr Ton war […] ein sonderbares Geschrille, das höchstens dem einer Möve ähnlich kommt. […] Die Bildung der Amerikaner ist bloß eine merkantile, eine technische. Hier entfaltet sich der praktische Mensch in seiner furchtbarsten Nüchternheit.“ Industrie und Handel seien ebenso „bodenlos“ wie die politischen Institutionen. Jeder sei nur auf seinen Privatbesitz bedacht: Der Amerikaner „kennt nichts, er sucht nichts, als Geld, er hat keine Idee“. Lenaus Verachtung für Amerika klingt auch in dem Ausdruck „das englische Talergelispel“ in seinem Gedicht Das Blockhaus (1839) an. Justinus Kerner berichtete 1850 in einem Brief, Lenau habe nach seiner Rückkehr aus Amerika gesagt: „Das sind verschweinte, nicht vereinte Staaten von Amerika.“
Ferdinand Kürnbergers Roman Der Amerika-Müde (1855) spielt auf Lenaus Enttäuschung über Amerika an, ist aber nicht dokumentarisch. Vielmehr schöpfte Kürnberger aus zeitgenössischen Reisebeschreibungen. Laut Dietmar Herz sind Lenaus Amerika-Kritik und Kürnbergers Roman Beispiele für die Zunahme einer skeptischen Sicht der Europäer auf Amerika ab etwa 1830: Amerika sei damals von einer Utopie zu einer Dystopie geworden. Der Grund war, dass immer mehr Auswanderer, die ähnlich wie Lenau mit überhöhten Erwartungen dorthin gefahren waren, über ihre Enttäuschung klagten. Laut dem Historiker Dan Diner beruhte Lenaus Amerika-Kritik auf einer Projektion: Lenau habe bei seiner „Geschäftsreise“ finanziellen Gewinn angestrebt und dann seine eigene Motivation in die Amerikaner hineingedeutet. Lenaus angebliche Absicht auszuwandern und seine pathetischen Klagen seien „fingiert“ gewesen, „eine bloße Legende, wenn auch eine gut erfundene“. Seine Rückkehr sei von Anfang an eingeplant gewesen.

### Schriftstellerischer Erfolg

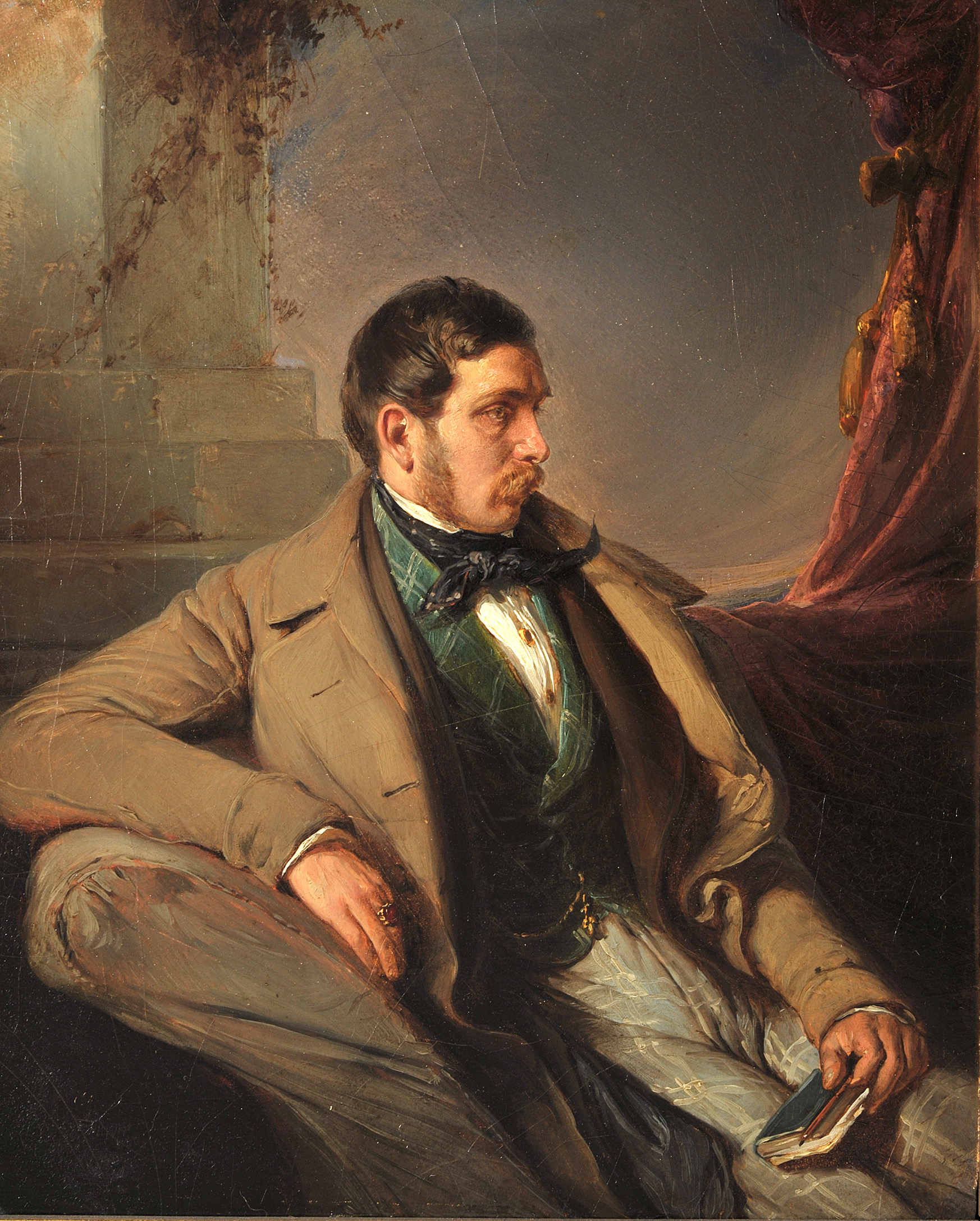
Nikolaus Lenau, gemalt von Johann Umlauf, ca. 1844

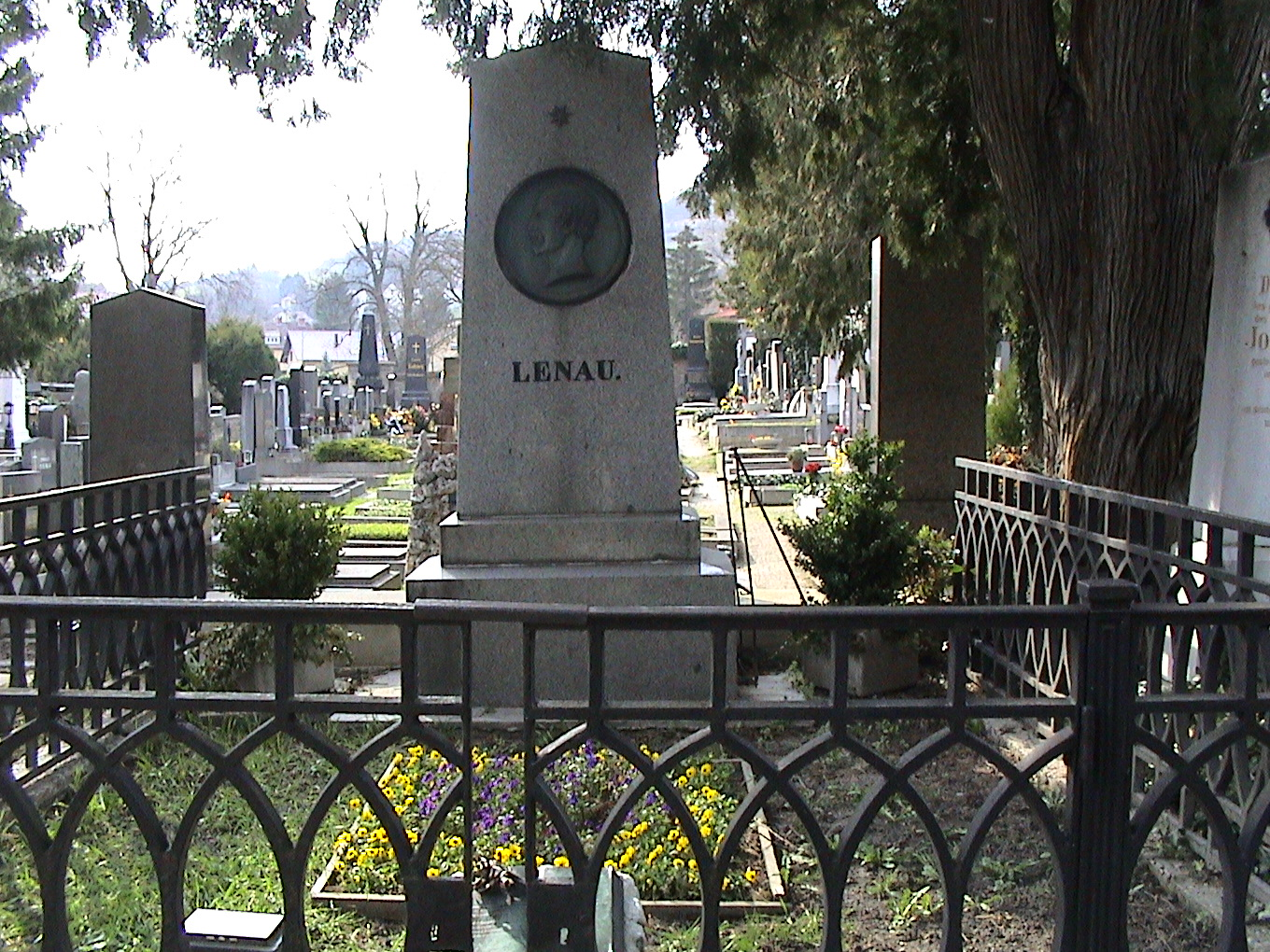
Grabmal von Nikolaus Lenau im Friedhof Weidling

Angekommen in Bremen, stellte Lenau fest, dass er in seiner Abwesenheit zu einem gefeierten Dichter geworden war. In Wolfgang Menzels Literatur-Blatt wurden ihm Lorbeerkränze geflochten. Von nun an lebte er wechselweise in Stuttgart und Wien.
1836 erschien seine Fassung des Faust, im folgenden Jahr Savonarola, ein episches Werk, in dem Freiheit von politischer und geistiger Tyrannei als wesentliches Merkmal des Christentums dargestellt wird. Seine Neueren Gedichte, die 1838 erschienen, sind zum Teil von seiner hoffnungslosen Leidenschaft für Sophie von Löwenthal, geborene von Kleyle (1810–1889), die Ehefrau eines Freundes, geprägt. Durch das Verhalten der Frau von Löwenthal glaubte Lenau, in ihr eine zweite George Sand erkennen zu können.
1842 erschienen Die Albigenser.
1844 begann er mit der Niederschrift seines Don Juan, woraus ein Fragment nach seinem Tod erschien. Am 16. September 1844 wäre Lenau bei einer Schiffshavarie auf der Donau bei St. Nikola im Strudengau beinahe ums Leben gekommen. Dieses Ereignis beschreibt der Salzburger Autor Wolfgang Kauer gemäß Schriftstücken des Dichters in seiner Erzählung Der Tritt des Teufelsgeigers. Am 29. September, keine zwei Wochen später, erlitt Lenau einen Schlaganfall, danach verfiel er in zunehmende geistige Umnachtung. Im Oktober 1844 wurde er in die Nervenheilanstalt Winnental im Schloss Winnental bei Stuttgart eingeliefert. Der Schweizer Germanist Hans Guggenbühl (1924–1990) gab als Diagnose eine Progressive Paralyse an. Im Mai 1847 wurde Lenau in das Sanatorium Görgen in Oberdöbling bei Wien verlegt. Hier starb Nikolaus Lenau am 22. August 1850.
Lenaus Grab befindet sich auf dem Weidlinger Friedhof bei Klosterneuburg in Niederösterreich.

## Bedeutung
Lenau ist der größte Lyriker Österreichs im 19. Jahrhundert und in der deutschen Literatur der typische Vertreter des Weltschmerzes. Der Begriff war von Jean Paul geprägt worden und sollte seinen Höhepunkt mit Giacomo Leopardi erreichen.
Lenau ist ein wichtiger Repräsentant des Biedermeier und ein Naturlyriker von hohem Rang (Schilflieder, Waldlieder). Zur deutschen Literatur trägt Lenau einen einzigartigen, melancholischen Ton bei, der sich durch weite Teile seiner Dichtung zieht. Er spielte zudem Geige und Gitarre.
Zahlreiche seiner Dichtungen wurden vertont, unter anderen von Robert Schumann, Fanny Hensel, Felix Mendelssohn Bartholdy, Franz Liszt, Hugo Wolf, Richard Strauss, Othmar Schoeck und Richard Sahla. Lenaus Faust inspirierte Franz Liszt zu mehreren symphonischen Dichtungen (Zwei Episoden aus Lenaus Faust: 1. Der nächtliche Zug, 2. Der Tanz in der Dorfschenke, „Mephisto-Walzer“). Richard Strauss folgt Lenaus Don Juan-Fragment in seiner symphonischen Dichtung Don Juan.
Die Erstausgabe Sämtlicher Werke von Lenau wurde 1855 von Anastasius Grün aufgelegt. Von 1989 bis 2004 erschienen die Werke und Briefe Nikolaus Lenaus in einer siebenbändigen historisch-kritischen Edition.

## Zitat
„Seine Leser fühlten sich durch den schwermütigen Ernst seiner Werke nicht weniger gefesselt als durch die froheren Dichtungen eines Uhland oder Eichendorff. Die Tatsache aber, daß Lenaus beste Gebilde ihren melancholischen Zauber bis heute bewahrt haben, erscheint wie der gerechte Lohn für das tiefe Leid, aus dem sie erwachsen sind.“

## Werke
- Der Unbeständige. 1822.
- Nächtliche Wanderung. 1830.
- Bitte. 1832.
- Die Heideschenke. 1832
- Schilflieder. 1832.

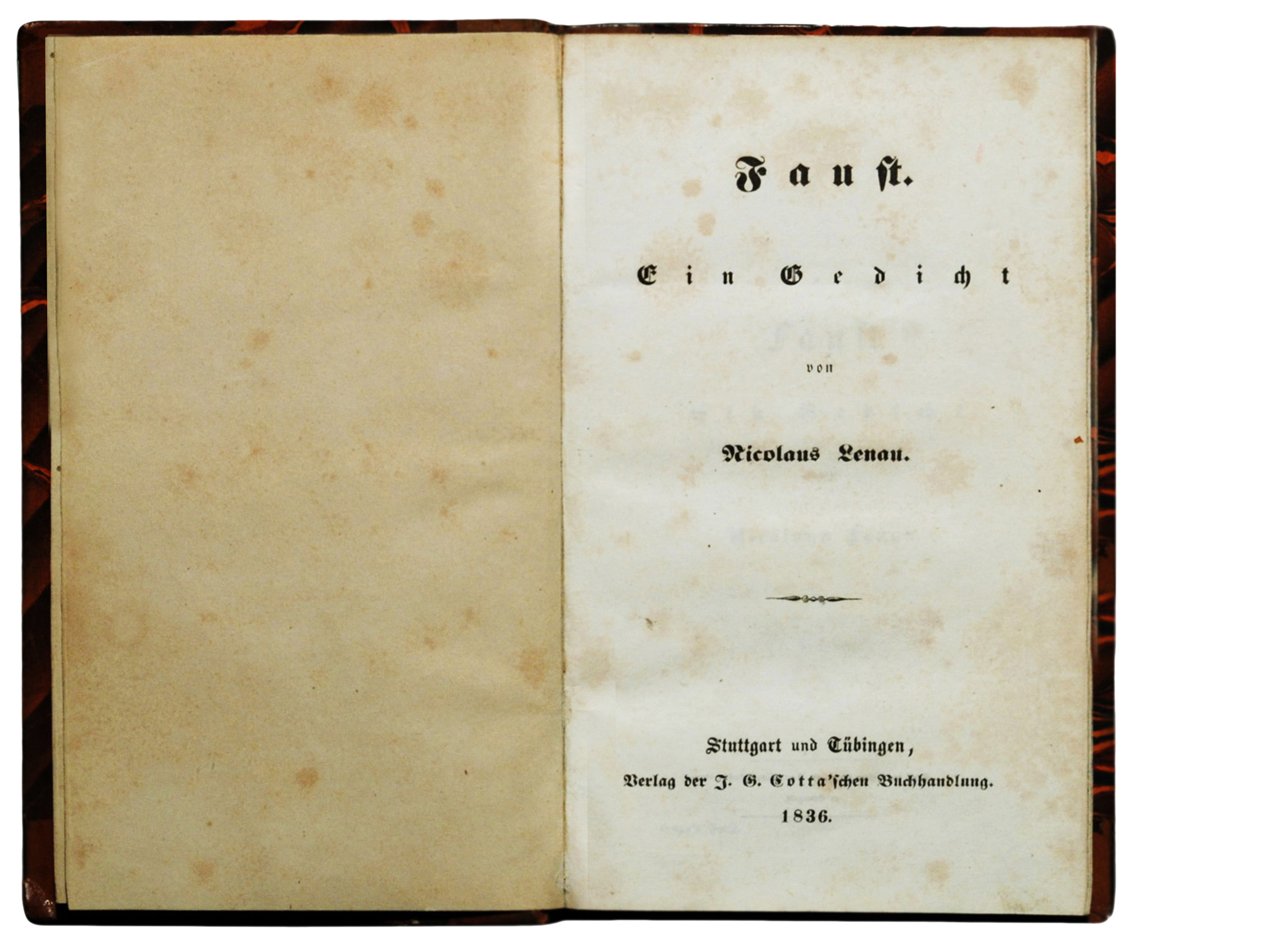
Erstausgabe von Faust. Ein Gedicht

- Abschied. Lied eines auswandernden Portugiesen. 1832.[29]
- Die drei Indianer. 1834.
- Der Postillion 1835.
- Polenlieder. 1835.
- Faust. Ein Gedicht. 1836
  - 3. Auflage, Stuttgart [u. a.] 1848 (Digitalisat)
- An die Entfernte. 1837.
- Savonarola. 1837.
  - 3. Auflage, Cotta, Stuttgart [u. a.] 1849 (Digitalisat)
- Stimme des Kindes. 1838.
- Einsamkeit. 1838.
- In der Neujahrsnacht. 1840.
- Die Drei. 1842.
- Die Albigenser. 1842.
- Waldlieder. 1843.
- Blick in den Strom. 1844.
- Eitel nichts! 1844.
- Don Juan (Fragment), 1844.
- Winternacht. 1848.

Werk- und Sammelausgaben
- Nicolaus Lenau's sämmtliche Werke. 4 Bände. Hrsg. von Anastasius Grün. Cotta, Stuttgart 1855.
- Sämtliche Werke und Briefe. 6 Bände. Hrsg. von Eduard Castle. Insel-Verlag, Leipzig 1910–1923.
- Cimbal und Harfe. Ausgewählte Gedichte. Hrsg. von Hans Maria Loew. Bergland Verlag, Wien 1957.
- Sämtliche Werke und Briefe. Auf der Grundlage der historisch-kritischen Ausgabe von Eduard Castle mit einem Nachwort hrsg. von Walter Dietze. 2 Bände. Insel-Verlag, Leipzig 1970.
- Werke und Briefe. Historisch-kritische Gesamtausgabe. Hrsg. im Auftrag der Internationalen Lenau-Gesellschaft von Helmut Brandt und Herbert Zeman. 7 Bände. Klett-Cotta, Deuticke und Österreichischer Bundesverlag, Stuttgart und Wien 1989–2004.
- Gedichte. Herausgegeben von Hartmut Steinecke. Reclam, Stuttgart 2005, ISBN 3-15-001449-2.

## Ehrungen

### Namensgeber

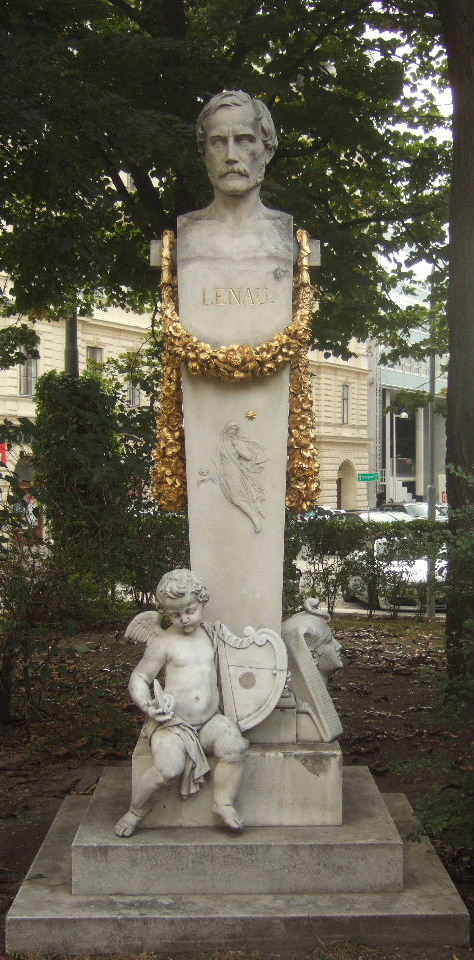
Lenaudenkmal in Wien

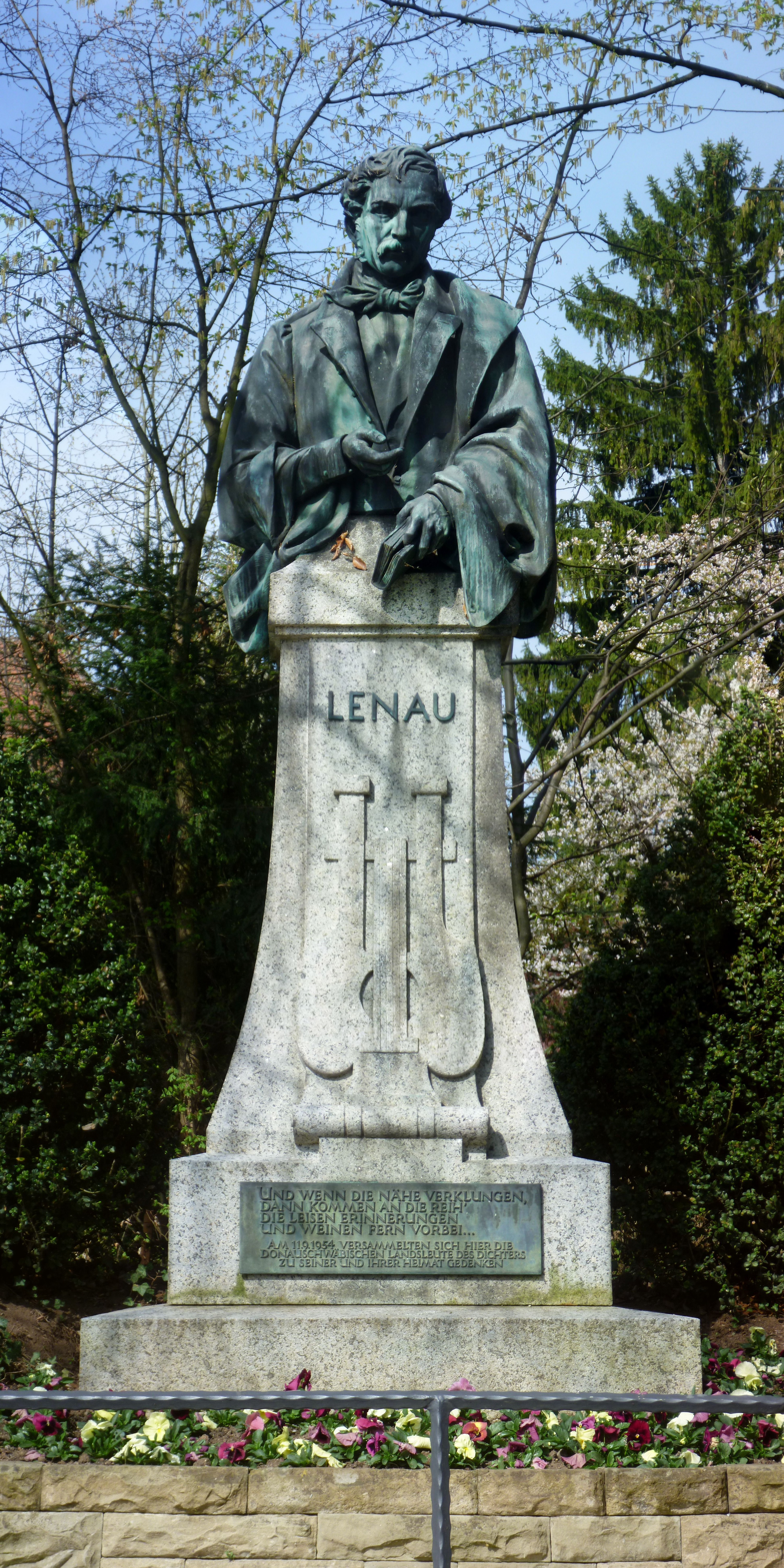
Denkmal in Esslingen

Die größte posthume Ehre wurde ihm 1926 mit der Umbenennung seines heute in Rumänien liegenden Geburtsortes Csadát in Lenauheim zuteil. Nikolaus Lenau ist eine Identifikationsgestalt der Banater Schwaben.
Sein Ruf als Dichter spiegelt sich in der Benennung vieler Straßen und Gassen nach ihm, so in Österreich beispielsweise in Amstetten, Graz, Guntramsdorf, Leoben, Perchtoldsdorf, Pinkafeld, Salzburg, Stadl-Paura und Wien-Josefstadt; in Deutschland beispielsweise in Berlin-Lichtenrade, Berlin-Neukölln, Duisburg, Frankfurt am Main, Gotha, Hamburg, Heilbronn, Karlsfeld, Karlsruhe, Leipzig, Lünen, Mannheim, München, Nürnberg und Winnenden. In Köln-Neuehrenfeld befindet sich ein Lenauplatz.
Es gibt mehrere nach Nikolaus Lenau benannte Schulen, z. B. das deutschsprachige Nikolaus-Lenau-Lyzeum in Timișoara (Rumänien), die Volks- und Sonderschule in Gmunden (Österreich) und die Lenau-Grundschule in Berlin-Kreuzberg.
In Pécs (Ungarn) gibt es ein ungarndeutsches Kulturzentrum mit dem Namen Lenau Haus.
Der am 21. August 1987 von Eric Walter Elst entdeckte Asteroid (7400) Lenau wurde 2007 nach dem Dichter benannt.

### Stockerau
Für die niederösterreichische Stadt Stockerau ist Nikolaus Lenau von besonderer Bedeutung. In seiner Jugend war der Dichter von 1818 bis 1821, hauptsächlich in den Ferien, bei seinen Großeltern in Stockerau, das sich auch „Lenau-Stadt“ nennt. Durch die Gründung der Internationalen Lenau-Gesellschaft (1964) und die Eröffnung des „Internationalen Lenau-Archives“ (1968) entstand hier ein Zentrum der Lenau-Forschung. Im Museum Stockerau wurde ihm eine Gedenkecke eingerichtet.

### Sonstiges
In Winnenden gibt es im Schloss Winnental, der ehemaligen Heilanstalt Winnenthal, eine Lenau-Gedenkstätte (Zugang über das Schloss-Café). Nikolaus Lenau war einer der berühmtesten Patienten des heutigen Zentrums für Psychiatrie in Winnenden.
Ihm ist eine 2018 in Zürich uraufgeführte Oper des Schweizer Komponisten Heinz Holliger mit dem anagrammatischen Titel Lunea gewidmet.

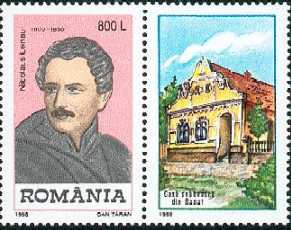
Nikolaus Lenau auf einer rumänischen Briefmarke von 1998

## Trivia
Der Name der Protagonistin Lene Nimptsch in dem Roman Irrungen, Wirrungen von Theodor Fontane spielt auf Nikolaus Franz Niembsch, Edler von Strehlenau, also Nikolaus Lenau an. Die Romanfigur hatte den Nachnamen Nimptsch von der Adoptivmutter übernommen.

## Quelle
- Brockhaus: Konversationslexikon. Vierzehnte vollständig neubearbeitete Auflage. Brockhaus, Leipzig 1895, Bd. 12, Lemma Niembsch von Strehlenau, S. 357.